# Nacionalismo padaniano

O Sol dos Alpes, a bandeira da Padania proposta pela Lega Nord

O nacionalismo padaniano é uma ideologia e um movimento regionalista que exige mais autonomia ou mesmo independência da Itália, para a Padania, uma região que abrange o norte e, até certo ponto, parte da Itália central.
Lega Nord, uma federação de partidos regionais do norte da Itália, proclamou a formação da "República Federal da Padania" em 1996 e foi o principal proponente político do nacionalismo padaniano até 2013, quando o partido voltou ao federalismo e regionalismo, bem como adotando em certa medida o nacionalismo italiano, sob a liderança de Matteo Salvini . No entanto, o partido ainda inclui facções e pessoas padanistas, incluindo o fundador e ex-líder Umberto Bossi .
Além disso, houve alguns partidos nacionalistas padanianos menores, como Lega Padana, Lega Padana Lombardia / União Padaniana, a União Alpina Padaniana e o Movimento Independentista Padaniano, e a República Federal Veneto Padaniana .
Houve também alguns intelectuais, como Gianfranco Miglio, Gilberto Oneto, Giancarlo Pagliarini e Leonardo Facco, que continuaram sendo fervorosos padanistas, após romper com a Lega Nord. Em janeiro de 2012, Gianluca Marchi, ex-editor do La Padania, lançou L'Indipendenza, um jornal online, como a voz do padanismo independente e do libertarianismo padaniano . Oneto, Pagliarini e Facco foram todos editores contribuintes.

## Padânia e Lega Nord
A Lega Nord proclamou unilateralmente a independência da Padania em 15 de setembro de 1996 em Veneza, mas desde então voltou ao seu credo federalista original, embora a constituição do partido continue a declarar que a independência da Padania é o objetivo final do partido. Naquela ocasião, Umberto Bossi, o líder da Lega Nord, ao ler a Declaração de Independência de Padanian, ecoando a Declaração de Independência dos Estados Unidos, proclamou:

We the peoples of Padania solemnly declare that Padania is an independent and sovereign federal republic. We mutually pledge to each other our lives, our fortunes and our sacred honour.
Nos anos seguintes, a Lega Nord instalou um Parlamento Padaniano não reconhecido perto de Mântua, eleito em eleições auto-organizadas e um governo em Veneza. Mais tarde, um "Parlamento do Norte" foi estabelecido em Vicenza, mas funcionou apenas como uma estrutura interna do partido.
A Lega Nord também propôs uma bandeira, o Sol dos Alpes, e um hino nacional, o coro Va' Pensiero de Nabucco, de Giuseppe Verdi, no qual os escravos hebreus exilados lamentam sua pátria perdida. O partido também tentou expandir seu alcance por meio de várias associações de estilo padaniano e empreendimentos de mídia (sob a supervisão de Davide Caparini ), incluindo o diário La Padania, o semanário Il Sole delle Alpi, o periódico Lega Nord Flash, o canal de TV TelePadania, a Rádio Padania Libera e a editora "Bruno Salvadori". Mais recentemente, o partido enfatizou o status independente da Padania por meio de esportes e outras atividades: a seleção nacional de futebol da Padania participou e venceu a Copa do Mundo VIVA de 2008, 2009 e 2010; o partido também patrocinou um concurso de beleza, Miss Padania .

### Padânia da Lega Nord

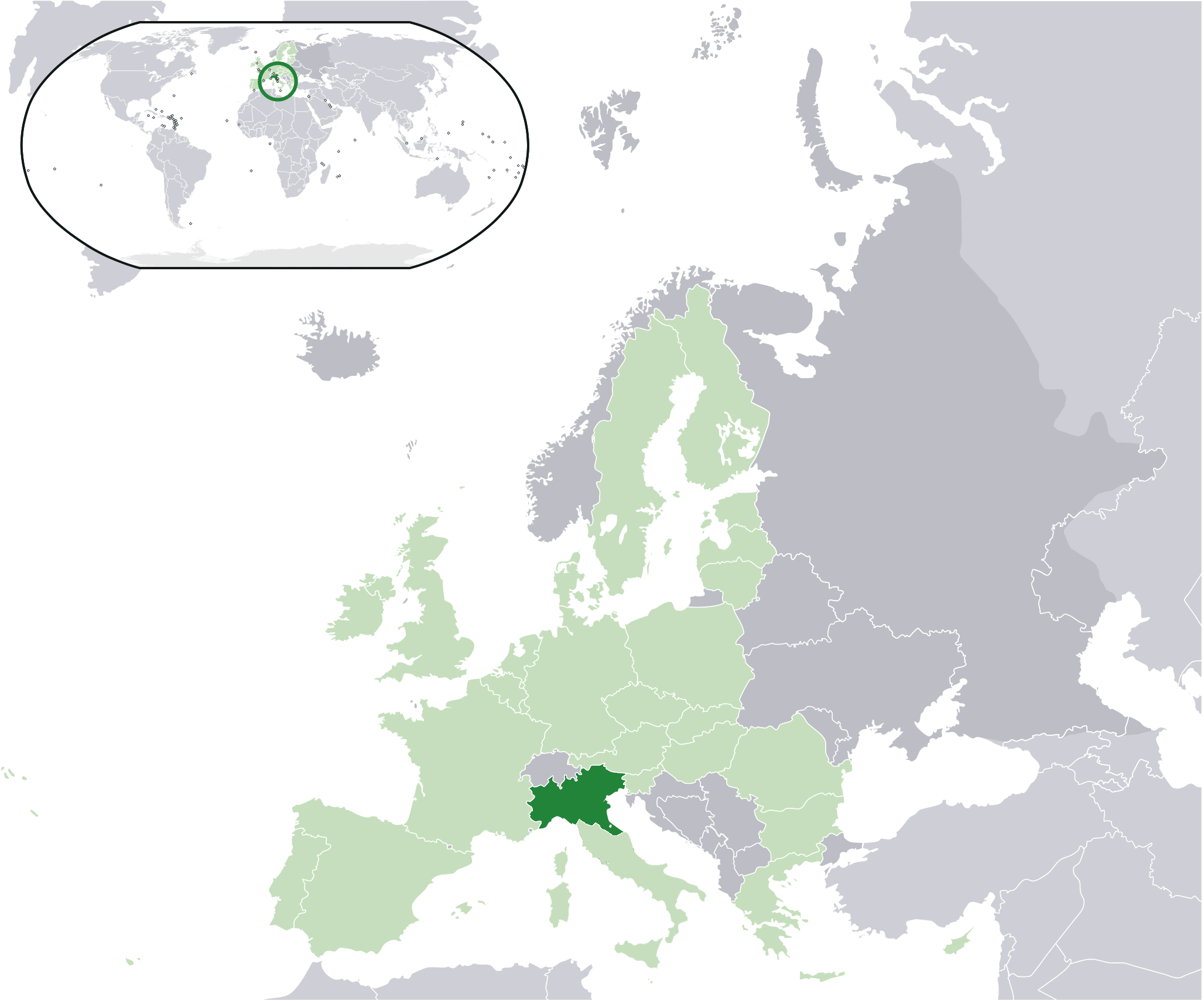
Mapa da Europa, mostrando Padania (como reivindicado pela Lega Padana) em verde escuro

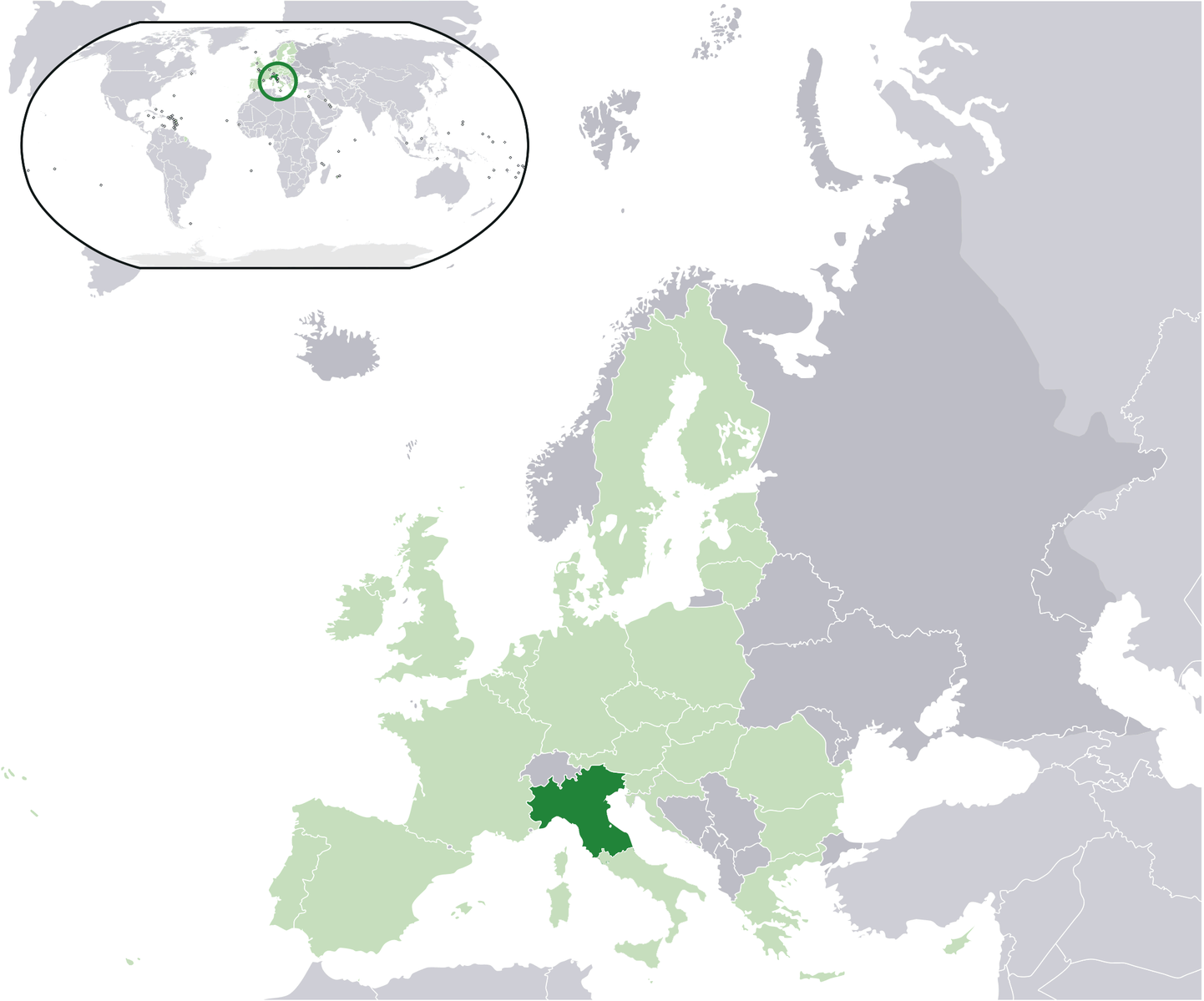
Mapa da Europa, mostrando Padania (como reivindicado pela Lega Nord) em verde escuro

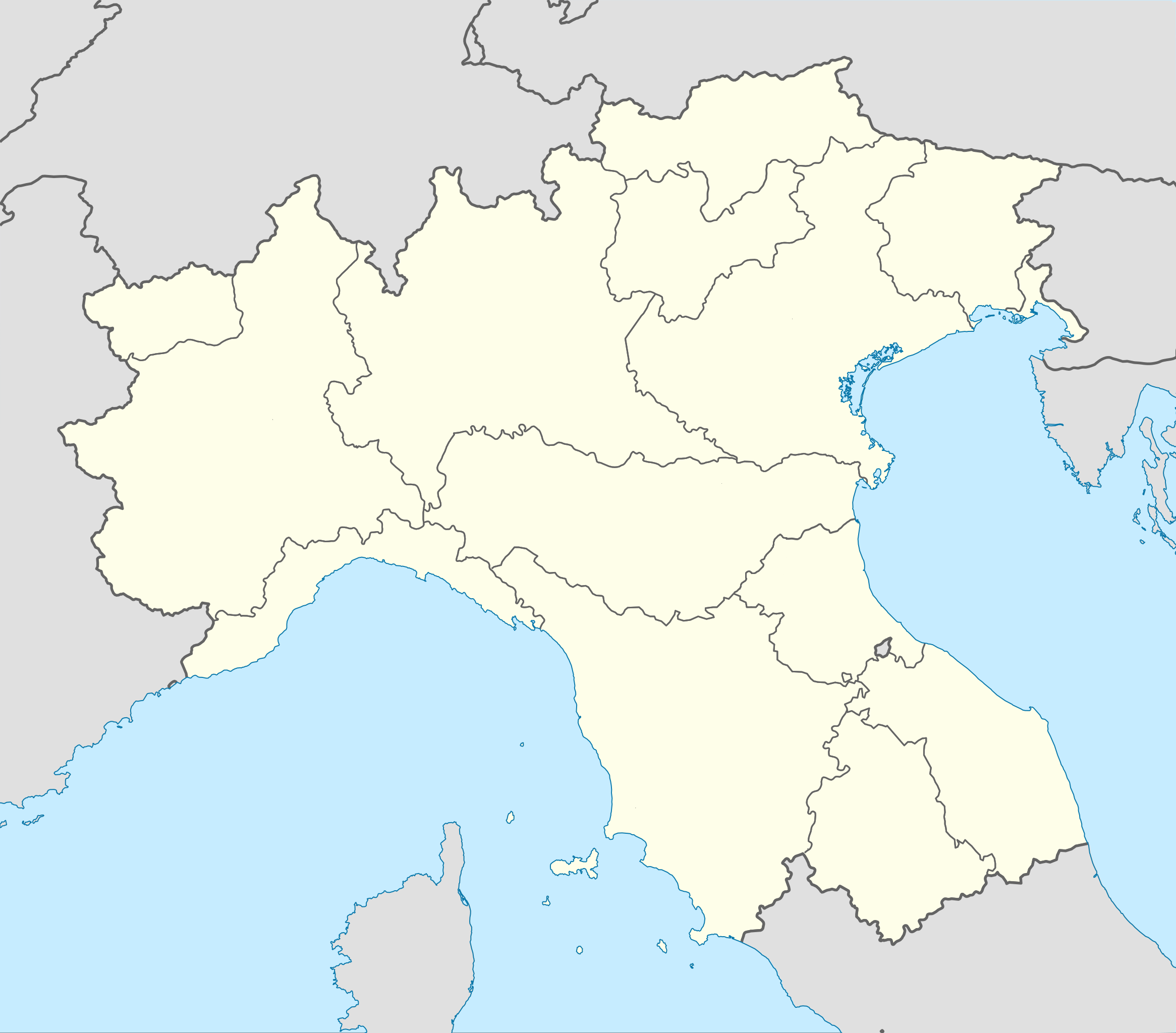
Nações da Padania reivindicadas pela Lega Nord

| Região                       | População  | Área (km²) |
| ---------------------------- | ---------- | ---------- |
| Lombardia                    | 9.964.993  | 23.865     |
| Vêneto                       | 4.841.270  | 18.391     |
| Piemonte                     | 4.273.210  | 25.399     |
| Emilia-Romagna               | 4.448.545  | 22.451     |
| Ligúria                      | 1.509.805  | 5.418      |
| Friuli-Venezia Giulia        | 1.197.392  | 7.845      |
| Trentino-Alto Adige/Südtirol | 1.078.746  | 13.607     |
| Vale de Aosta                | 123.513    | 3.263      |
|                              |            |            |
| Norte da Itália              | 27.437.474 | 120.243    |
| toscana                      | 3.668.333  | 22.993     |
| marcha                       | 1.501.406  | 9.366      |
| Úmbria                       | 865.013    | 8.456      |
| Padânia (total)              | 33.472.226 | 161.076    |

## Pesquisa de opinião
Embora o apoio a um sistema federal, em oposição a um estado administrado centralmente, receba amplo consenso na Padania, o apoio à independência é menos favorecido. Uma pesquisa em 1996 estimou que 52,4% dos entrevistados do norte da Itália consideravam a secessão vantajosa ( vantaggiosa ) e 23,2% vantajosa e desejável ( auspicabile ).  Outra pesquisa em 2000 estimou que cerca de 20% dos "padanianos" (18,3% no noroeste da Itália e 27,4% no nordeste da Itália) apoiavam a secessão caso a Itália não fosse reformada em um estado federal. 
Pesquisas mais recentes mostram resultados diferentes. De acordo com uma pesquisa realizada em fevereiro de 2010 pelo GPG, 45% dos nortistas apoiam a independência da Padania. Uma pesquisa realizada pelo SWG em junho de 2010 coloca esse número em 61% dos nortistas (com 80% deles apoiando pelo menos a reforma federal), observando que 55% dos italianos consideram a Padânia apenas como uma invenção política, contra 42% que acreditam em sua existência real (45% da amostra sendo composta por nortistas, 19% por centro-italianos e 36% por sulistas). Quanto à reforma federal, segundo a pesquisa, 58% dos italianos a apoiam. Uma pesquisa mais recente do SWG coloca o apoio ao federalismo fiscal e à secessão, respectivamente, em 68% e 37% no Piemonte e na Ligúria, 77% e 46% na Lombardia, 81% e 55% no Triveneto (compreendendo o Veneto), 63% e 31 % na Emilia-Romagna, 51% e 19% na Itália Central (sem incluir Lazio ).